# Jo Van Fleet

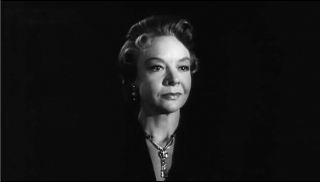
Jo Van Fleet w filmie Jutro będę płakać, rok 1955.

Jo Van Fleet (ur. 30 grudnia 1914 w Oakland, zm. 10 czerwca 1996 w Nowym Jorku) – amerykańska aktorka filmowa i teatralna, laureatka Oscara za rolę drugoplanową w filmie Na wschód od Edenu.

## Życiorys
Ukończyła University of the Pacific. Van Fleet osadziła się jako znacząca aktorka dramatyczna na Broadwayu, w przeciągu kilku lat, zdobywając nagrodę Tony w 1954 r. za przedstawienie swoich mistrzowskich umiejętności w trudnej roli, nieprzychylnej, a nawet wylgarnej postaci, w sztuce Hortona Footea Trip to Bountiful z pozostałymi rolami Lillian Gish i Eva Marie Saint.
Jej pierwszą rolą w filmie była rola matki Jamesa Deana w Na wschód od Edenu (1955). Za swoją debiutancką rolę Van Fleet otrzymała Oscara dla najlepszej aktorki drugoplanowej. Jej kolejne filmy to znaczące obrazy z 1955 roku: Tatuowana róża (gdzie grała u boku Anny Magnani i Burta Lancastera) oraz Jutro będę płakać (gdzie wystąpiła u boku Susan Hayward). Inne ważne tytuły w jej filmografii to m.in. Lokator Romana Polańskiego z Isabelle Adjani, oraz Nieugięty Luke z Paulem Newmanem.
W 1958 roku została nominowana do nagrody Tony dla najlepszej aktorki w sztuce za występ w Homeward Look, Angel na Broadwayu.

### Życie prywatne
Van Fleet poślubiła Williama Balesa w 1946 roku. Byli małżeństwem aż do jego śmierci w 1990 r. Para miała jedynego syna Michaela Balesa, i wnuka, Ardena Rogow-Balesa. Aktorka zmarła w Nowym Jorku z nieujawnionych przyczyn w wieku 81 lat.
Ma swoją gwiazdę na Hollywood Walk of Fame, przy 7000 Hollywood Boulevard.

## Filmografia
Filmy fabularne
- 1955: Jutro będę płakać (I'll Cry Tomorrow) jako Katie Roth
- 1955: Tatuowana róża (The Rose Tattoo) jako Bessie
- 1955: Na wschód od Edenu (East of Eden) jako Kate
- 1956: Król i cztery damy (The King and Four Queens) jako Ma McDade
- 1957: Pojedynek w Corralu O.K. (Gunfight at the O.K. Corral) jako Kate Fisher
- 1958: Tama na Pacyfiku (This Angry Age) jako Madame Dufresne
- 1960: Dzika rzeka (Wild River) jako Ella Garth
- 1965: Kopciuszek (Cinderella) jako Macocha
- 1967: Nieugięty Luke (Cool Hand Luke) jako Arletta
- 1968: Kocham cię, Alicjo B. Toklas (I Love You, Alice B. Toklas) jako Matka Harolda
- 1969: 80 Steps to Jonah jako Nonna
- 1971: Gang, który nie umiał strzelać  (The Gang That Couldn't Shoot Straight) jako Big Momma
- 1972: The Family Rico jako Mama Rico
- 1973: Satan's School for Girls jako Pani dyrektor Jessica Williams
- 1976: Lokator (Le locataire) jako Pani Dioz
- 1980: Power jako Matka Vanda
- 1986: Chwytaj dzień (Seize the Day) jako Pani Einhorn

## Nagrody
- Nagroda Akademii Filmowej Najlepsza aktorka drugoplanowa: 1956 Na wschód od Edenu
- Nagroda Tony Najlepsza aktorka drugoplanowa w sztuce: 1954 The Trip to Bountiful